# Gohory
Gohory ist eine französische Gemeinde mit 319 Einwohnern (Stand: 1. Januar 2022) im Département Eure-et-Loir in der Region Centre-Val de Loire; sie gehört zum Arrondissement Châteaudun und ist Teil des Kantons Brou. 

## Geographie
Gohory liegt etwa 15 Kilometer nordwestlich von Châteaudun und wird umgeben von den Nachbargemeinden Yèvres im Norden und Westen, Dangeau im Osten und Nordosten, Logron im Süden und Südosten sowie Commune nouvelle d’Arrou im Süden und Südwesten.

## Bevölkerungsentwicklung
| Jahr                       | 1962 | 1968 | 1975 | 1982 | 1990 | 1999 | 2006 | 2017 |
| Einwohner                  | 300  | 258  | 226  | 223  | 234  | 222  | 220  | 323  |
| Quellen: Cassini und INSEE |      |      |      |      |      |      |      |      |

## Sehenswürdigkeiten

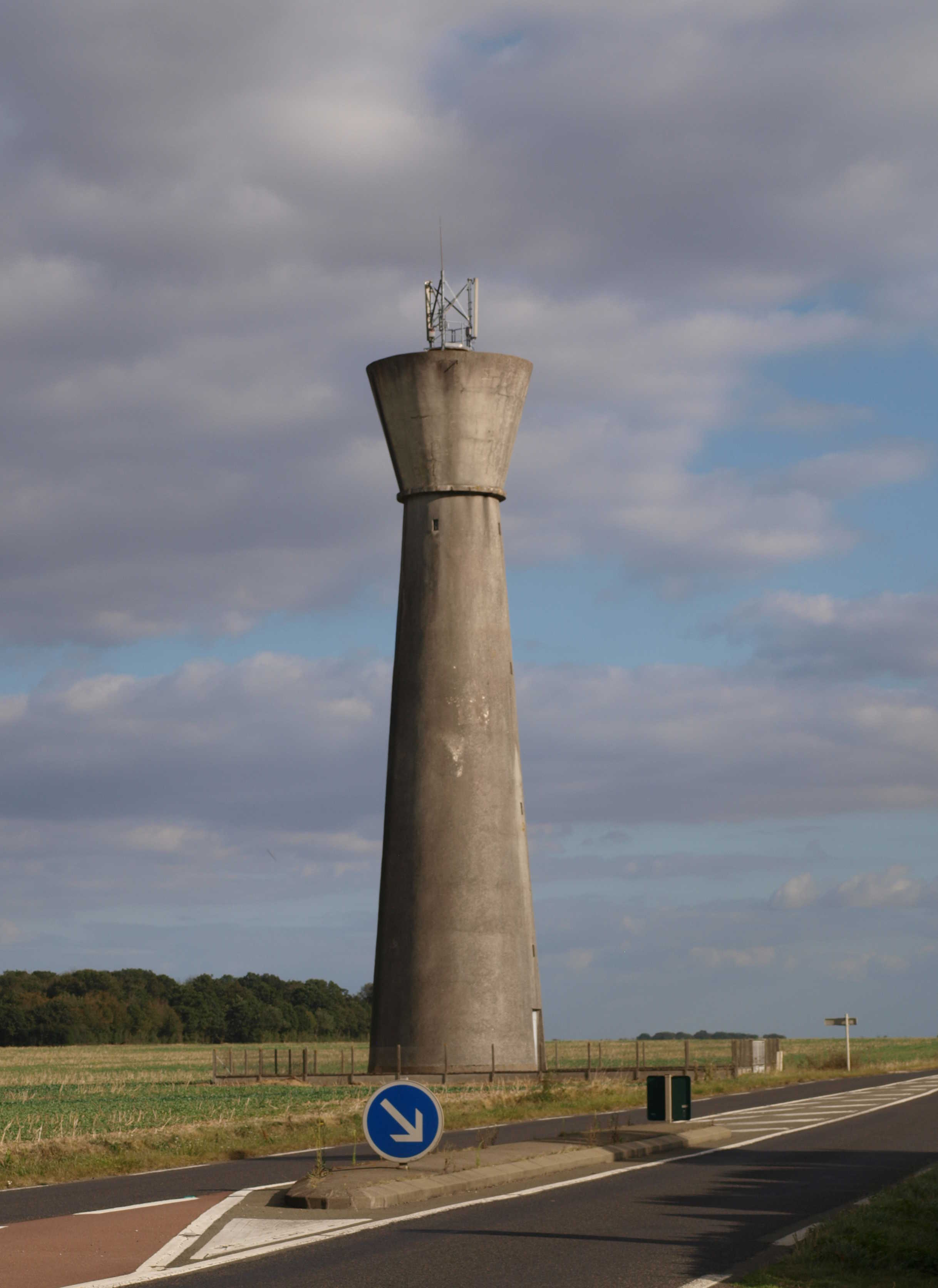
Wasserturm

- Kirche Saint-Michel
- Wasserturm